# Francesca Ventura

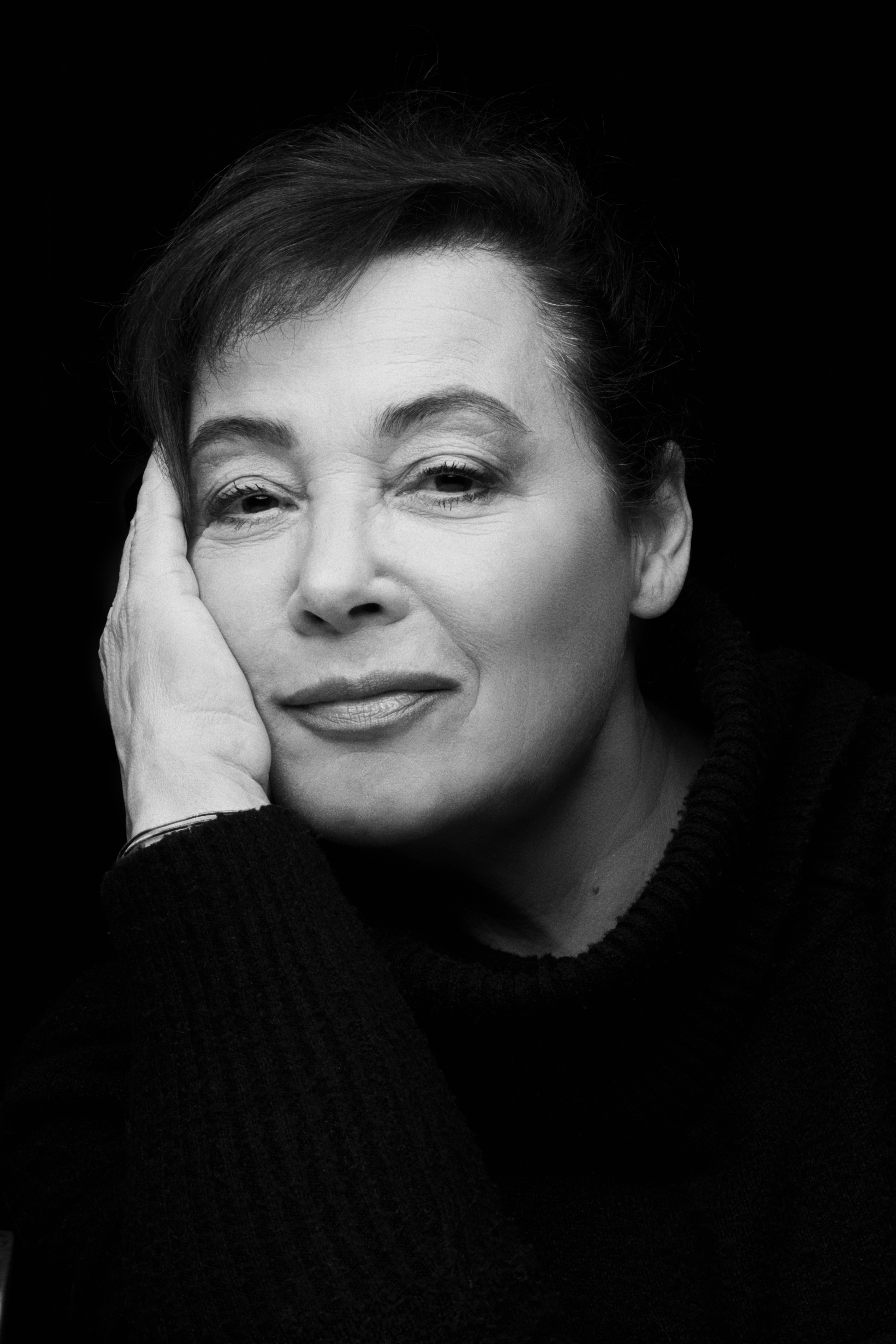
Francesca Ventura

Francesca Ventura (Roma, 27 dicembre 1956) è un'attrice italiana.

## Biografia
Attrice dalle molteplici esperienze artistiche, ha lavorato in teatro con Arnoldo Foà, Vittorio Gassmann, Enrico D'Amato, Maurizio Scaparro, Franco Branciaroli.  In seguito anche regista e autrice. 
Debutta al cinema con Alberto Sordi nel film In viaggio con papà, lavorando successivamente con Carlo Lizzani, Liliana Cavani, Nikita Michalkov, Peter Greenaway, Carlo Verdone, Marco Risi, Carlo Vanzina e molti altri.
Ha raggiunto una diffusa notorietà grazie alla televisione, interpretando il popolare personaggio di Tisini, antipatica "secchiona" della classe, nel telefilm I ragazzi della 3ª C.
Nel dicembre del 2007 ha pubblicato il romanzo Rosso d'annata, un giallo, con ritmo da commedia, ambientato in un remoto paesino toscano.
Il 3 luglio 2010 è uscito in libreria Giallo Etrusco, sempre con la stessa ambientazione.
È direttore artistico, ideatrice e curatrice della rassegna di musica, teatro, cinema e danza Sovana in Arte, che si svolge a Sovana, Toscana.

## Filmografia

### Cinema
- In viaggio con papà, regia di Alberto Sordi (1982)
- Vado a vivere da solo, regia di Marco Risi (1982)
- Sapore di mare 2 - Un anno dopo, regia di Bruno Cortini (1983)
- Giochi d'estate, regia di Bruno Cortini (1984)
- Un ragazzo e una ragazza, regia di Marco Risi (1984)
- Oci ciornie, regia di Nikita Sergeevič Michalkov (1986)
- Cattiva, regia di Carlo Lizzani (1992)
- Piccolo grande amore, regia di Carlo Vanzina (1993)
- La caccia, il cacciatore, la preda, regia di Andrea Marzari (1995)
- Celluloide, regia di Carlo Lizzani (1996)
- Banzai, regia di Carlo Vanzina (1997)
- Il talento di Mr. Ripley (The Talented Mr. Ripley), regia di Anthony Minghella (1999)
- Il gioco di Ripley, regia di Liliana Cavani (2002)
- Le valigie di Tulse Luper - La storia di Moab (The Tulse Luper Suitcases, Part 1: The Moab Story), regia di Peter Greenaway (2003)
- Lontano lontano, regia di Gianni Di Gregorio (2019)
- Astolfo, regia di Gianni Di Gregorio (2022)

### Televisione
- Quer pasticciaccio brutto de via Merulana, regia di Piero Schivazappa – miniserie TV (1983)
- I ragazzi della 3ª C – serie TV (1987-1989)
- Distretto di Polizia – serie TV, episodio 3x12 (2002)
- Ho sposato uno sbirro – serie TV, episodio 1x03 (2008)

## Teatro

### Attrice
- Fa male il teatro (1980)
- Saul (1980)
- La divina commedia in recital (1980)
- Le smanie per la villeggiatura (1980)
- Gli uccelli di Aristofane (1981)
- La cavalcata sul lago di Costanza (1982)
- Il precettore, regia di E. D'Amato, Piccolo Teatro di Milano (1982)
- Varietà, regia di Maurizio Scaparro
- Il furfantello dell'ovest, regia di Franco Branciaroli
- La locandiera, regia di Giancarlo Nanni (1990)
- Prima del ballo di Italo Svevo, regia di Franco Piol (1991)
- Matilde, la donna che ho dovuto essere, monologo, regia di Emanuela Bonetti (2015)

### Regista
- Ho provato a dimenticare, interprete Massimo D'Alessio e l'Accademia delle Arti dello Spettacolo di Viterbo (2007)
- Edgard Allan Poe Recital (2010)
- Amori Russi e altri Pasticci (2011)